# Roy Bridges
Roy Dubard Bridges Jr. (Atlanta, 19 luglio 1943) è un ex astronauta statunitense.
Ha partecipato alla missione STS-51-F dello Space Shuttle in qualità di pilota.